# 卡米亞努瓦特卡 (錫涅利尼科沃區)
48°27′16″N 35°28′10″E / 48.45444°N 35.46944°E
卡米亞努瓦特卡（烏克蘭語：Кам'януватка），是烏克蘭的村落，位於該國中部第聶伯羅彼得羅夫斯克州，由錫涅利尼科沃區負責管轄，距離基斯良卡1.5公里，海拔高度125米，2001年人口193。